# 硝酸碘
硝酸碘是一種化合物，化學式為INO3。它是一種共價分子，結構為I-O-NO2。

## 製備
該化合物首先由硝酸汞和碘在乙醚中反應生成，也可以使用其他硝酸鹽和溶劑。

## 性質
作為氣體，它稍微不穩定，以−3.2×10−2 s−1的速率衰變。人們已經研究了這種物質在大氣中的可能形成及其破壞臭氧的能力。可能的反應為：
IONO2 → IO + NO2
IONO2 → I + NO3
I + O3 → IO + O2